# Aree naturali protette della Toscana
Il sistema delle aree naturali protette della Toscana copre quasi il 10% del territorio regionale, per una superficie totale di 227.000 ettari. Ne fanno parte 3 parchi nazionali, 3 parchi regionali, 2 parchi provinciali, 36 riserve naturali statali, 37 riserve naturali regionali e 52 aree naturali protette di interesse locale.

## Parchi nazionali
- Parco nazionale delle Foreste Casentinesi, Monte Falterona e Campigna - condiviso con l'Emilia-Romagna
- Parco nazionale dell'Appennino Tosco-Emiliano - condiviso con l'Emilia-Romagna
- Parco nazionale dell'Arcipelago Toscano

## Parchi regionali
- Parco naturale della Maremma

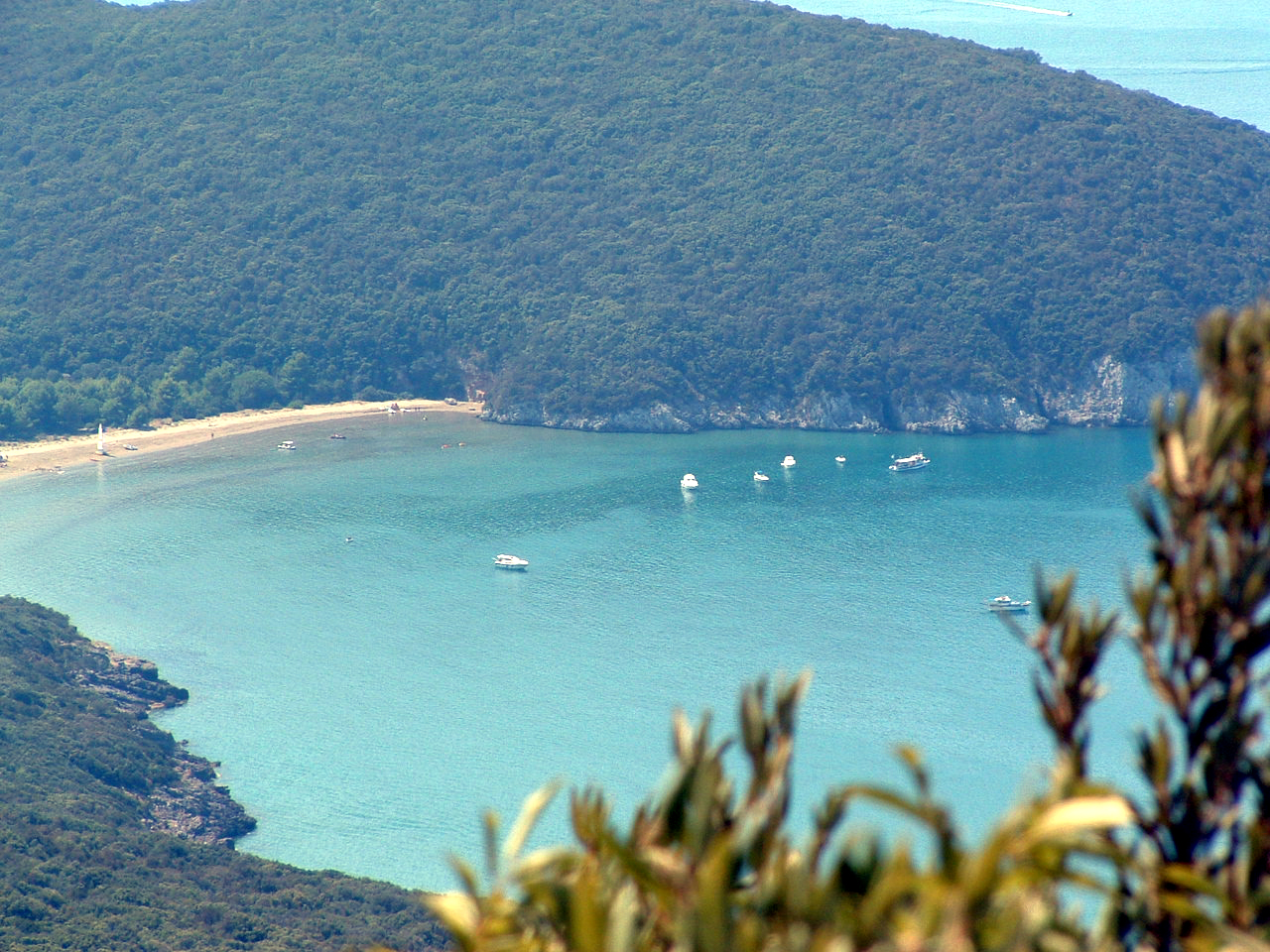
Cala di Forno, nel Parco naturale della Maremma

- Parco naturale di Migliarino, San Rossore, Massaciuccoli
- Parco naturale regionale delle Alpi Apuane

## Parchi provinciali
- Parco provinciale dei Monti Livornesi
- Parco interprovinciale di Montioni

## Riserve statali
- Riserva naturale Abetone
- Riserva naturale Acquerino
- Riserva naturale dell'Alpe della Luna (Badia Tedalda)
- Riserva naturale Badia Prataglia - condivisa con l'Emilia-Romagna
- Riserva naturale Belagaio
- Riserva naturale Bibbona
- Riserva naturale Calafuria
- Riserva naturale Camaldoli

- Riserva naturale Campolino
- Riserva naturale Caselli
- Riserva naturale Cornocchia
- Riserva naturale Duna Feniglia
- Riserva naturale Formole
- Riserva naturale Fungaia

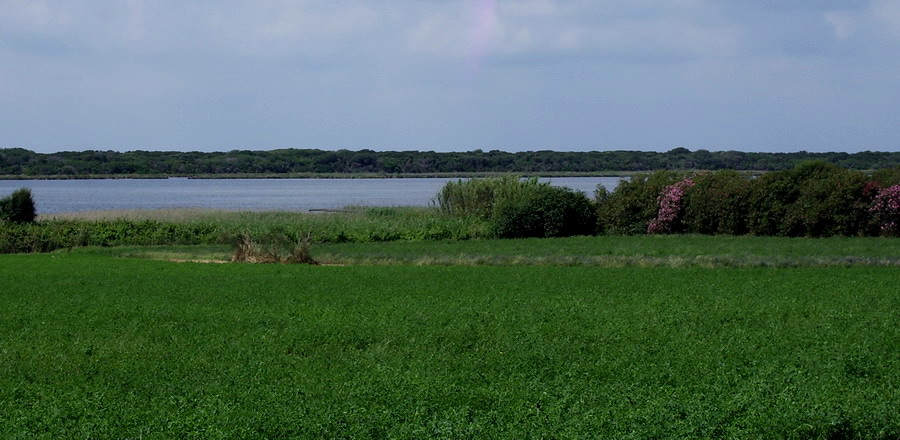
Il Lago di Burano nei pressi di Capalbio (GR)

- Riserva naturale Isola di Montecristo
- Riserva naturale Lago di Burano
- Riserva naturale Laguna di Orbetello di Ponente
- Riserva naturale Lamarossa
- Riserva naturale Marsiliana
- Riserva naturale Montecellesi
- Riserva naturale Montefalcone
- Riserva naturale Orecchiella
- Riserva naturale Orrido di Botri
- Riserva naturale Palazzo
- Riserva naturale Pania di Corfino
- Riserva naturale Piano degli Ontani
- Riserva naturale Poggio Adorno

- Riserva naturale Poggio Rosso

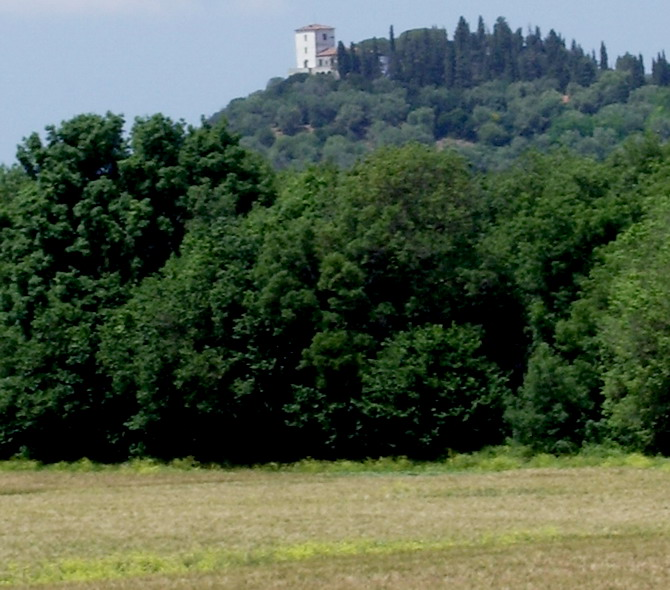
Torre Civette a Scarlino

- Riserva naturale Poggio Tre Cancelli
- Riserva naturale Scarlino
- Riserva naturale Scodella
- Riserva naturale Tocchi
- Riserva naturale Tombolo di Cecina
- Riserva naturale Tomboli di Follonica
- Riserva naturale Vallombrosa
- Riserva naturale Zuccaia

## Riserve provinciali
- Riserva naturale dell'Alpe della Luna

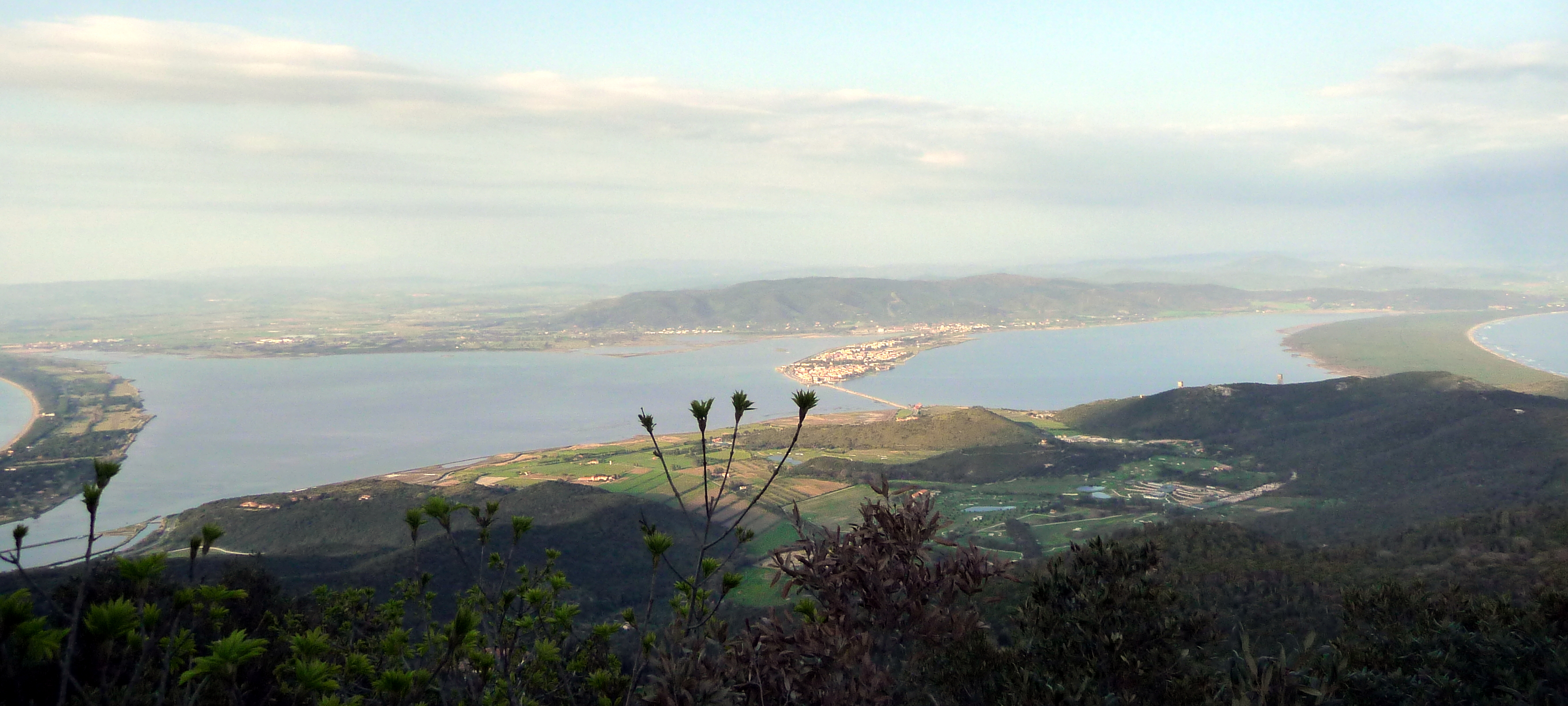
Laguna di Orbetello

- Riserva naturale dell'Alta Valle del Tevere - Monte Nero
- Riserva naturale del Bosco di Montalto
- Riserva naturale dei Monti Rognosi
- Riserva naturale Ponte a Buriano e Penna
- Riserva naturale del Sasso di Simone
- Riserva naturale della Valle dell'Inferno e Bandella
- Riserva naturale Acquerino Cantagallo
- Riserva naturale Alto Merse
- Riserva naturale Basso Merse
- Riserva naturale Foresta di Berignone
- Riserva naturale del Bosco di Sant'Agnese
- Riserva naturale di Castelvecchio
- Riserva naturale Cornate e Fosini
- Riserva naturale Diaccia Botrona
- Riserva naturale Farma
- Riserva naturale La Pietra
- Riserva naturale Lago di Montepulciano
- Riserva naturale provinciale Lago di Santa Luce
- Riserva naturale provinciale Lago di Sibolla
- Riserva naturale Laguna di Orbetello
- Riserva naturale Lucciolabella
- Riserva naturale Montauto
- Riserva naturale Monte Labbro
- Riserva naturale Montenero
- Riserva naturale Monte Penna
- Riserva naturale di Monterufoli-Caselli
- Riserva naturale Padule Orti-Bottagone
- Riserva naturale Padule di Fucecchio (FI)
- Riserva naturale Padule di Fucecchio (PT)
- Riserva naturale Pescinello
- Riserva naturale Pietraporciana
- Riserva naturale Pigelleto
- Riserva naturale Poggio all'Olmo
- Riserva naturale Bosco dei Rocconi
- Riserva naturale provinciale Bosco della SS. Trinità
- Riserva naturale provinciale Oasi della Contessa - non incluso nell'EUAP
- Riserva naturale provinciale Monte Serra di Sotto - non incluso nell'EUAP

## Aree naturali protette di interesse locale
- Area naturale protetta di interesse locale Stagni di Focognano
- Area naturale protetta di interesse locale Alta Valle del Torrente Carfalo - non incluso nell'EUAP
- Area naturale protetta di interesse locale del Lato
- Area naturale protetta di interesse locale Monte Castellare
- Area naturale protetta di interesse locale Valle delle Fonti
- Area naturale protetta di interesse locale Bosco di Tanali
- Area naturale protetta di interesse locale Giardino-Belora Fiume Cecina
- Area naturale protetta di interesse locale Serra Bassa
- Area naturale protetta di interesse locale Stazione Relitta di Pino Laricio
- Area naturale protetta di interesse locale Parco Fluviale dell'Alta Val d'Elsa
- Area naturale protetta di interesse locale Lago di Chiusi
- Area naturale protetta di interesse locale Val d'Orcia
- Area naturale protetta di interesse locale Arboreto Monumentale di Moncioni: Il Pinetum
- Area naturale protetta di interesse locale Bosco di Sargiano
- Area naturale protetta di interesse locale delle Costiere di Scarlino
- Area naturale protetta di interesse locale Foresta di Sant'Antonio
- Area naturale protetta di interesse locale Il Bottaccio
- Area naturale protetta di interesse locale Lago di Porta
- Area naturale protetta di interesse locale Lago e Rupi di Porta
- Area naturale protetta di interesse locale Le Balze
- Area naturale protetta di interesse locale Macchia della Magona
- Area naturale protetta di interesse locale di Montececeri
- Area naturale protetta di interesse locale Torrente Mensola
- Area naturale protetta di interesse locale del Monteferrato
- Area naturale protetta di interesse locale Nuclei di Taxus Baccata di Pratieghi
- Area naturale protetta di interesse locale Serpentine di Pieve S.Stefano
- Area naturale protetta di interesse locale Poggio Ripaghera - S.Brigida
- Area naturale protetta di interesse locale della Calvana - non inclusa nell'EUAP
- Area naturale protetta di interesse locale di Artimino
- Area naturale protetta di interesse locale torrente Terzolle
- Area naturale protetta di interesse locale di Pietramarina
- Area naturale protetta di interesse locale delle cascine di Tavola
- Area naturale protetta di interesse locale Gabbianello-Boscotondo
- Area naturale protetta di interesse locale Parco archeominerario di San Silvestro

## Aree marine protette
- Santuario dei Cetacei (esteso anche a Liguria, parte settentrionale della Sardegna, Corsica e parte orientale della costa mediterranea francese)

## Zone umide
- Lago di Burano
- Laguna di Orbetello
- Palude della Diaccia Botrona
- Padule di Bolgheri - non incluso nell'EUAP
- Padule di Fucecchio

## Altre aree protette
- Area naturale protetta del promontorio dell'Argentario
- Parco archeologico di Baratti e Populonia
- Parchi della Val di Cornia
- Parco naturale costiero di Rimigliano
- Parco naturalistico-forestale di Poggio Neri  - non incluso nell'EUAP
- Area naturale protetta di interesse locale Sterpaia
- Riserva naturale Foresta di Berignone
- Oasi Dune di Tirrenia
- Oasi Bosco di Cornacchiaia
- Area naturale protetta degli isolotti grossetani

non incluse nell'EUAP
- Biotopo Campo Regio
- Biotopo Costiera
- Biotopo Fiume Lente
- Biotopo dei Lagaccioli
- Biotopo dei Lagoni
- Biotopo Lago di Marruchetone
- Biotopo Laghetto di Montieri
- Biotopo Lago dell'Accesa
- Biotopo Lago di San Floriano
- Biotopo Monte Calvo
- Biotopo Padule Pian d'Alma
- Biotopo Poggi di Prata
- Biotopo Poggio Bagno Santo
- Biotopo Poggio di Moscona
- Biotopo San Leopoldo
- Biotopo del Sassoforte
- Biotopo Trasubbie
- Biotopo Versegge

## Rete Natura 2000
Sono inoltre presenti nella regione "siti di rilevante importanza in ambito CEE riferiti alla regione biogeografica mediterranea" o "siti di interesse comunitario" (SIC) nell'ambito del progetto Natura 2000. Le località, definite siti di importanza comunitaria (SIC), sono state proposte sulla base del Decreto 25/3/2005, pubblicato sulla Gazzetta Ufficiale della Repubblica Italiana n. 157 dell'8 luglio 2005 e predisposto dal Ministero dell'Ambiente e della Tutela del Territorio e del Mare ai sensi della direttiva CEE.